# Nehtovec přeslenitý
Nehtovec přeslenitý (Illecebrum verticillatum) je vážně ohrožená, nenápadná, nízká, do kruhu se rozrůstající bylina vyrůstající hlavně na zaplavovaných písčitých půdách, je to jediný druh monotypického rodu nehtovec.

## Výskyt
Druh s evropským areálem výskytu; v západní Evropě roste souvisle a v jižní, severní, střední a východní jen ostrůvkovitě, stejně jako v severozápadní Africe. V České republice v současnosti vyrůstá nejvíce na lokalitách v okolí Českých Budějovic a Třeboně, ojediněle snad na Českomoravské vrchovině a ve Slezsku.
Druh příznačný pro písčité, vodou nasycené půdy rybničnatých oblastí kde roste na vlhkých polích, v příkopech, pískovnách, na obnažených dnech rybníků i březích vodních toků a nádrží. Vyžaduje mokré, výživné, kyselé písčité nebo rašelinné půdy. Je to druh charakteristický pro vlhká léta kdy hromadně klíčí v půdě nahromaděná semena.

## Popis

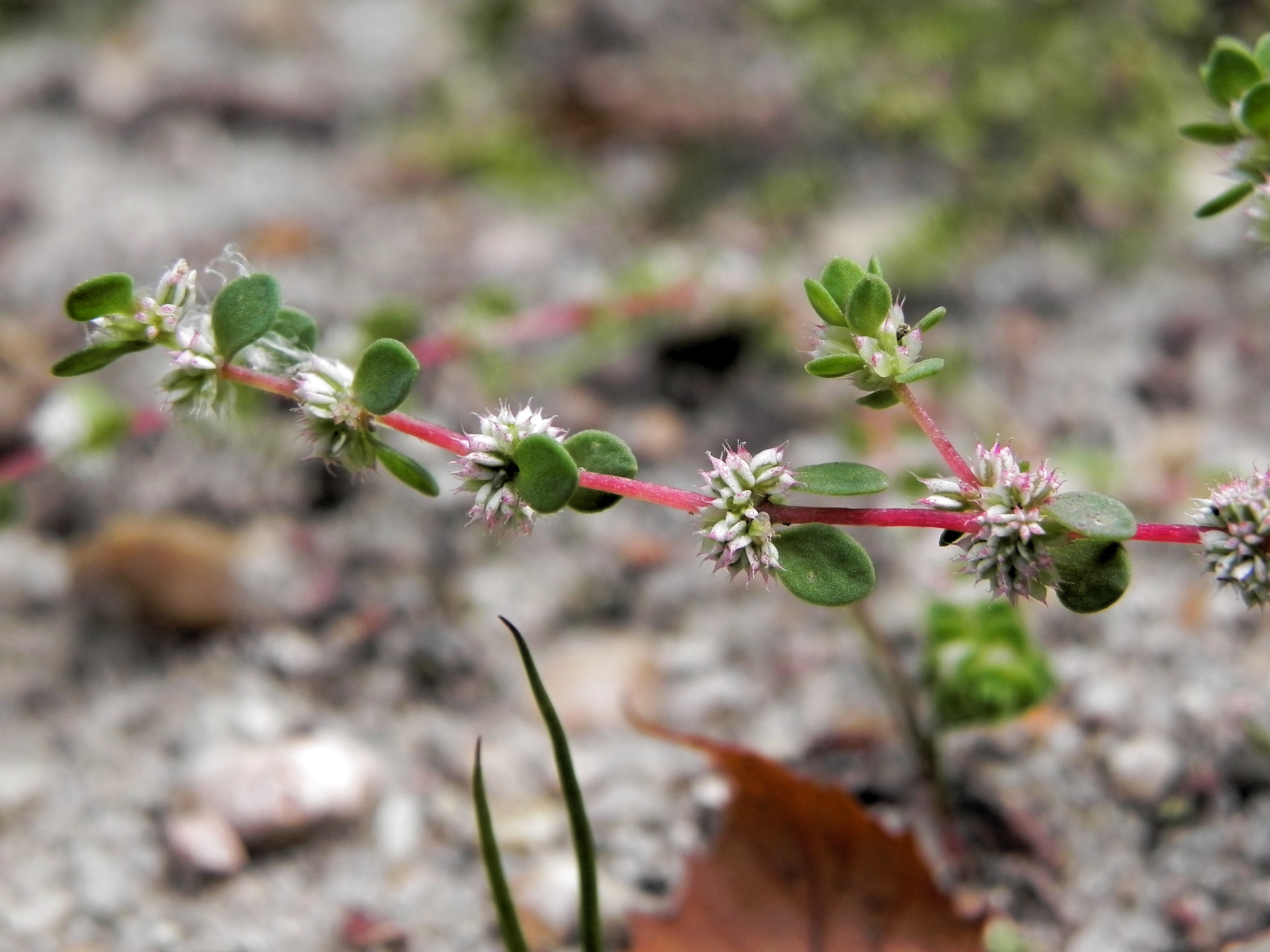
Lodyha s květy

Jednoletá, skoro polštářovitá bylina s tenkými, 5 až 25 cm dlouhými, poléhavými, červeně zbarvenými čtyřhrannými lodyhami které bývají v horní třetině vystoupavé, rostlina tak dosahuje výšky ne více než 5 až 10 cm. Lodyhy, často v uzlinách kořenící, jsou porostlé vstřícnými, přisedlými, celokrajnými vejčitými listy dlouhými 2 až 5 mm s drobnými suchomázdřitými palisty.
V úžlabí listů vyrůstají po pěti až šesti v klubíčkovitě zkrácených vijanech drobné bílé až krémově (někdy s červenavým pelem) zbarvené oboupohlavné květy se dvěma stříbřitě lesklými listeny. Pět žlábkovitých, kýlnatých, vytrvalých kališních lístků později ztvrdne a obalí plod, stejný počet drobných nitkovitých korunních lístků je zakrnělých (jen 2 mm dlouhých) nebo občas zcela chybí. Společně s kalichem a korunou vyrůstá pět tyčinek a svrchní dvouplodolistový semeník se dvěma kratičkými čnělkami. Květy se otvírají v letních měsících a opyluje je hmyz, zaplaví-li ale rostlinu v době kvetení voda, květy se neotvírají a téměř přisedlé blizny se opylí pylem z vlastních prašníků (kleistogamicky).
Plod je jednosemenná, vytrvalým kalichem obalena tobolka. Elipsovité semeno bývá kratší než 2 mm a váží asi 0,1 mg. Rostliny se rozmnožují výhradně semeny která si podržují klíčivost po mnoho let.

## Ohrožení
V České republice nehtovec přeslenitý vymizel z více než 90 % svých původních lokalit. Tento stav je přičítán jednak rozsáhlému odvodňování zamokřených míst, zanedbávání letnění rybníků a eutrofizaci vod. Je proto „Vyhláškou MŽP ČR č. 395/1992 Sb. ve znění vyhl. č. 175/2006 Sb.“ i „Červeným seznamem cévnatých rostlin České republiky“ zařazen mezi druhy kriticky ohrožené. Na Slovensku již ((slovensky) nechtovec praslenatý) pravděpodobně vyhynul.